# Kommos (Kreta)
Kommos (Oudgrieks Κομμός) was een Minoïsche havenplaats op het zuiden van Kreta en is thans een archeologische site. De oude naam was waarschijnlijk Amyklaion (Αμύκλαιον), wat een verband zou aangeven met Amyclae (Ἀμύκλαι) Volgens Robin Lane Fox werd ernaar verwezen in de Odyssee 3.296: "Een kleine rots houdt de grote golven tegen". Deze kleine rots zou dan waarschijnlijk het natuurlijk rif van Papadoplaka zijn, en een rijzend zandstrand tot aan de kust zou de natuurlijke haven hebben gevormd.

## Minoïsche handelshaven
Kommos of Amyklaion was een drukke handelshaven met connecties op de eilanden in de Middellandse Zee en het vasteland tot in het Midden-Oosten, die nog in historische tijden bleven voortbestaan. Rijke vondsten en ingewikkelde bouwwerken tonen het belang dat deze haven en de handel had voor de Kretenzische economie.
Kommos was een purperproductiecentrum op een vijftal kilometer ten noorden van Matala, en fungeerde als tussenhalte vanaf Troje. Mogelijk was het de haven van het paleiscomplex van Phaistos. In de late Bronstijd was in Hittitische, Egyptische en Myceense samenlevingen het purper de kleur van het koningschap (zoals vermeld staat op een Lineair B tablet). Kommos was daarvoor bekend bij de koningshuizen. Murex Brandarisschelpen zijn eveneens in andere steden die van het Minoïsch zeevaartnetwerk deel uitmaakten gevonden, namelijk Troje en Kumtepe. Op Hittitische tabletten staat vermeld dat Troje ook beroemd was voor uitvoer van textielproductie.
Vlak bij Kommos ligt de grote Minoïsche nederzetting met het 'paleis' van Phaistos, dat een van de culturele hoofdplaatsen van Minoïsch Kreta was.

## De archeologische site
De site trok pas in 1924 de aandacht van de archeologen, toen Arthur Evans nieuws opving over grote voorraadkruiken die daar waren gevonden. Hij bedacht dat het een "douane-opslagplaats" uit de Bronstijd was. Opgravingen zijn later uitgevoerd door J.W. en Maria Shaw startend in 1976.
De site beantwoordt niet aan de traditionele "Palatiale" stijl van de Minoërs. Boven de ruïnes van een kleinere vestiging uit het Neolithicum bevat de site een enkele grootschaliger structuur (zij het verre van een koninklijk paleis) die ermee in verbinding staat, zes behoorlijk grote gebouwen tegen de heuvel op het noorden, en een allegaartje van stenen kamers boven op de heuvel, die een nederzetting van boeren of vissers lijkt.
Er is nog debat aan gang omtrent het oorspronkelijk gebruik van deze site, maar zij werd in haar bestaan meerdere malen verlaten. In zulke perioden werd ze gedeeltelijk als pottenatelier gebruikt, zoals een grote droogoven lijkt aan te tonen. De eindbestemming van het 'paleis' was die van 'scheepsgarage' waarbij de muur aan de kant van de zee werd neergehaald, zodat de lange smalle ruimten op één kant uitgeven. Een gedeeltelijke geplaveide weg loopt over de site, dit terwijl wegenaanleg in die tijd een hachelijke en dure onderneming was. Maar in combinatie met de scheepsgarages doet dit het gebruik van de site als haven en opslagplaats vermoeden door een grotere nederzetting of sociale structuur. Dit past bovendien in de vaststelling van een behoorlijk grootschalig project in verhouding tot het vermogen van het kleine naburige dorpje. Het gebruik van de site in de Bronstijd schommelt ongeveer gelijktijdig met de machtswisselingen van het belangrijke 'paleis' in de omgeving, dat van Phaestos, al kan dit ook op de schommelingen in de populatie van de Mesaravlakte in haar geheel duiden.

### Vondsten
Kleine beschilderde figurines uit klei zijn veel in de huiselijke context aangetroffen in Kommos. Het zijn in het algemeen vrouwenfiguurtjes. Er is ook een kroon van een godin teruggevonden en fresco's op plafonds, met bloemmotieven lijkend op safraan, zijn eveneens aangetroffen. Verder ook nog meerdere olijf- of wijnpersen, een rhyton in de vorm van een stier, en een slangenkoker.